# Libertà o morte
Liri a Vdekje (trad: Libertà o Morte) è un film drammatico albanese del 1979. Il film dura poco più di due ore, divise in due parti da circa un'ora l'una.

## Colonna Sonora
La colonna sonora, composta da Kujtim Laro, è una tra le colonne sonore più famose in Albania. A suonarla è stata l'orchestra sinfonica della radiotelevisione e cinematografia albanese, diretta da Ferdinand Deda.